# 苏尔斯塞纳
苏尔斯塞纳（法語：Source-Seine，法語發音：[suʁs sɛn]）是法国科多尔省的一个市镇，位于该省中部，属于蒙巴尔区。

## 地名
“苏尔斯塞纳”（Source-Seine）一名在法语中意为“塞纳河源”，因塞纳河发源于境内而得名。

## 历史
苏尔斯塞纳成立于2009年1月1日，由原市镇圣日耳曼-苏尔斯塞纳和布莱塞合并而成。

## 地理
苏尔斯塞纳（47°29'21"N, 4°41'8"E）面积16.42 平方千米，位于法国勃艮第-弗朗什-孔泰大區科多尔省，该省份为法国中东部省份，北起奥布省，西接涅夫勒省和约讷省，南至索恩-卢瓦尔省，东南接汝拉省，东临上索恩省，东北部与上马恩省接壤。
与苏尔斯塞纳接壤的市镇（或旧市镇、城区）包括：尚索、伊尼翁河畔蓬塞、萨尔迈斯、布利尼勒塞克、布苏萨尔迈斯、弗罗卢瓦。
苏尔斯塞纳的时区为UTC+01:00、UTC+02:00（夏令时）。

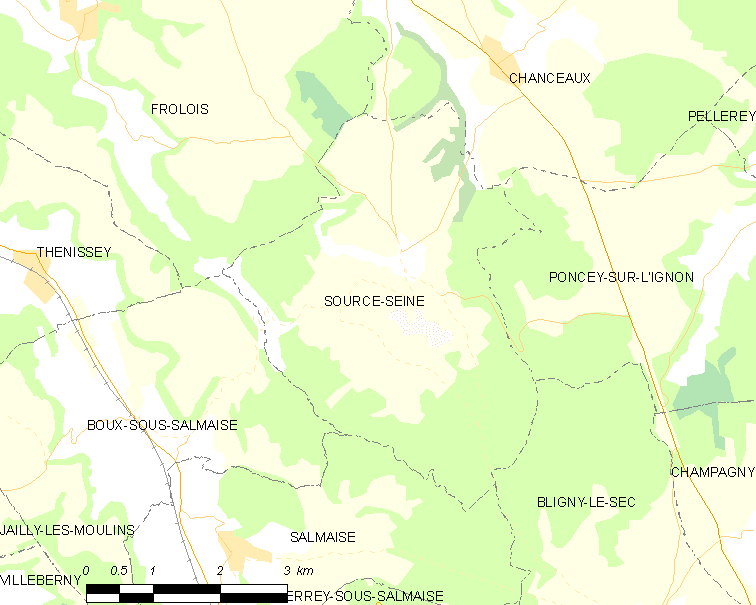
苏尔斯塞纳的OSM定位图

## 行政
苏尔斯塞纳的邮政编码为21690，INSEE市镇编码为21084。

## 政治
苏尔斯塞纳所属的省级选区为蒙巴尔县。

## 人口

1962-2008年间苏尔斯塞纳人口变化图示

苏尔斯塞纳于2022年1月1日时的人口数量为60人。